# Aagt Germonts
Aagt Germonts, ook bekend als het Abbekerker wijf (Zijbekarspel, ca. 1621 - Hoogwoud (?), na 1660), was een Nederlandse die verdacht werd van toverij en kindermoord.

## Biografie
Ze was de dochter van Griet Dirx en Germont Jacobszoon. In 1644 trouwde Germonts met Claas Nijszoon, waarbij het stel kinderloos bleef. Deze kinderloosheid had voornamelijk te maken met de drie dode kinderen die Germonts ter wereld bracht. Omdat niemand haar dode kinderen te zien kreeg, werd ze verdacht van toverij of kindermoord.
In 1661 verscheen er een boek Mis-geboorte of verhael van 't Abbekerker-wijf haare drie miskramen waarin de gebeurtenissen rond haar mysterieuze zwangerschappen werden gereconstrueerd met behulp van getuigenissen van personen die bij het proces betrokken waren geweest. Haar uiteindelijke vonnis was dat Germonts een half uur publiekelijk met drie poppen op een podium moest staan en dat ze de kosten van haar veroordeling moest bekostigen. Dit is een opvallend lichte uitspraak vergeleken met uitspraken van enkele tientallen jaren daarvoor; er werd door veel juristen ook openlijk getwijfeld aan het bestaan van toverij.
Het lijkt erop dat Germonts drie schijnzwangerschappen heeft gehad, die werden veroorzaakt door een groeiende stress of obsessie omdat ze geen kinderen kon krijgen dan wel een miskraam had gehad.